# Plectophila
Plectophila é um gênero de traça pertencente à família Agonoxenidae.